# Horch

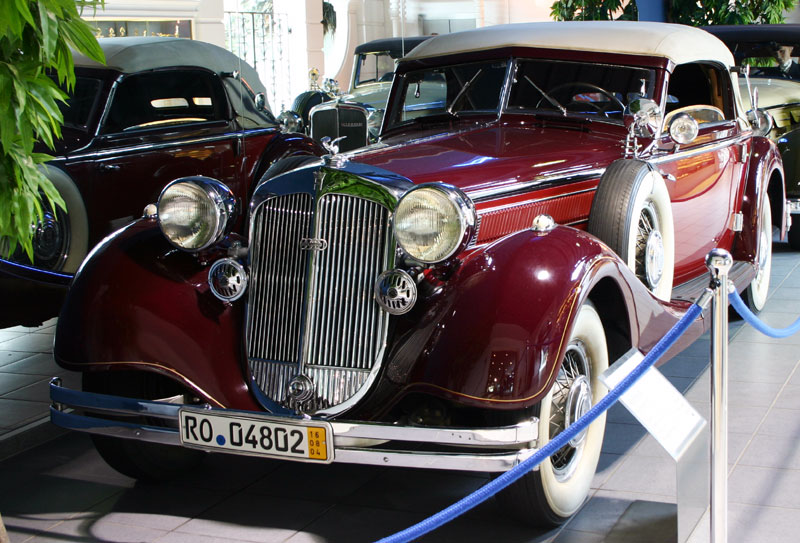
Horch 853 Sport Cabriolet de 1938

Horch, ou de nom complet A.Horch & Co. était un constructeur automobile allemand. La société est fondée en 1899 par August Horch à Cologne, puis les usines et le siège social s'installent à Zwickau en Saxe à partir de 1904. Elle disparut officiellement en 1956.

## Histoire

### Le succès des quatre-cylindres
Concrétisé par le modèle culte de Horch, la 4-cylindres, elle fut produite de 1905 à 1926.
C'est avec cette voiture, la première équipée d'un moteur à soupapes en tête que Stöss, avocat à Zwickau gagna l'une des courses internationales les plus prestigieuses de l'époque, la Herkomer en 1906. August Horch a imposé d'emblée la philosophie de la marque. « Je me suis efforcé en toutes circonstances, de ne construire que des voitures solides et de qualité », tel était son leitmotiv. La marque Horch demeura liée à son nom aussi longtemps qu'elle exista.
Le quatre-cylindres de Zwickau n'existait tout d'abord qu'en deux modèles : l'un de 22 chevaux, l'autre de 40 ch, avec des cylindrées respectives de 2,6 et 5,8 litres. Les voitures se distinguaient par le luxe de leur équipement et la robustesse de leur technique.

### La débâcle de la six-cylindres
Horch joua de malchance avec une six-cylindres : une expérience qui se solda par un échec. Ses voitures ne résistèrent pas non plus à la forte pression des aspirations du public à d'autres succès sportifs à sensation. Répéter l'exploit de la course du Herkomer fut impossible. Intrigues et querelles ébranlant la direction et le conseil d'administration firent le reste.

### La traîtrise
Le 16 juin 1909, alors même que sa firme avait acquis une certaine renommée, victime d'un désaccord avec Fritz Seidel, le directeur technique et Heinrich Paulmann le directeur commercial, Horch fut brusquement évincé de la direction de la société qui portait son nom. Le prétexte en était que les nouvelles six cylindres n'avaient pas remporté de victoires dans les grandes épreuves de 1907, mais, en réalité, le différend avait des racines plus profondes : Horch fut mis en minorité au conseil d'administration.
Après le départ de Horch, Seidel, responsable de fabrication, et Heinrich Paulmann, directeur technique, vécurent longtemps sur l'héritage Horch qu'ils venaient d'accaparer. Pour plus de sûreté, ils s'empressèrent de déposer plus de treize marques de fabrique (ce nombre passa même à 26 avant le 10 janvier 1910) reprenant le nom de Horch - dont : Originalhorchwagen, Autohorch, Horchoriginal, Horchuk, Horchol, Horcher, etc. On avait même fait protéger le nom de A. Horch. Horch avait, pour sa part négligé tout cela et n'avait donc plus aucune chance de diriger une nouvelle entreprise en son nom. Même la devise d'August Horch « Bon et fort » demeura le fer de lance de Seidel et Paulmann.
Horch partit alors fonder la société August Horch Automobil Werke au capital de 20 000 marks, et s'établit géographiquement très près de la société A. Horch & Co. Motorwagen Werke. La quasi homonymie des deux raisons sociales donne une idée de l'âpreté de la bataille qui s'ensuivit. Finalement, à la suite d'une mise en demeure du tribunal de Leipzig, la nouvelle société dut changer son nom en Audi Automobilwerke GmbH.

### Auto Union
Au début des années 1930, alors que Daimler-Benz (constructeur des Mercedes) affiche une santé florissante, les petits constructeurs allemands souffrent gravement de la crise.
Jörgen Skafte Rasmussen a alors l'idée, en 1932, de fédérer quatre marques automobiles allemandes sous le sigle Auto Union AG.
Ce consortium de quatre marques regroupe alors Audi, DKW et Wanderer avec Horch. Toutes ces marques utilisaient le logo des quatre anneaux signifiant les quatre marques.
Auto Union est ensuite reprise successivement par Daimler-Benz en 1957, puis par Volkswagen en 1964.

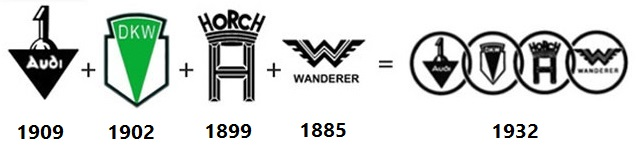
1932 à 1949.
1949 à 1969.

## Logo

Évolution du logo

## Les véhicules
- Horch 12
  - Type 600
  - Type 670
- Horch 710
- Horch 780
- Horch 850 (de)
- KFZ.15 Horch